# District Soenzjenski (Tsjetsjenië)
District Soenzjenski (Russisch: Су́нженский райо́н) is een district in het westen van de Russische autonome republiek Tsjetsjenië. Het district heeft een oppervlakte van 450 vierkante kilometer en een inwonertal van 20.989 in 2010. Het administratieve centrum bevindt zich in Sernovodsk.
Bestuurlijk centrum: Grozny

Steden: Argoen · Goedermes · Sjali · Oeroes-Martan

Districten: Atsjchoj-Martanovski · Goedermesski · Groznenski · Itoem-Kalinski · Koertsjalojevski · Nadterezjni · Naoerski · Nozjaj-Joertovski · Oeroes-Martanovski · Soenzjenski · Sjalinski · Sjarojski · Sjatojski · Sjelkovskoj · Vedenski